# Amar al-Husn
'Amar al-Husn (tiếng Ả Rập: عمار الحصن; còn được gọi đơn giản là ' Amar) là một ngôi làng ở phía bắc Syria nằm ở phía tây Homs thuộc tỉnh Homs. Theo Cục Thống kê Trung ương Syria, Amar al-Husn có dân số 373 trong cuộc điều tra dân số năm 2004. Cư dân của nó chủ yếu là Kitô hữu.